# Pterolophia egumensis
Pterolophia egumensis är en skalbaggsart som beskrevs av Stefan von Breuning 1973. Pterolophia egumensis ingår i släktet Pterolophia och familjen långhorningar. Inga underarter finns listade i Catalogue of Life.